# Bíró Vencel
Bíró Vencel (Vértessomló, 1885. augusztus 9. – Kolozsvár, 1962. december 2.) magyar történész, piarista szerzetes.

## Életútja
Tanulmányait Tatán, a piarista gimnáziumban kezdte, majd a 4. osztály után, 1900-ban belépett a piarista rendbe. A váci noviciátus után a gimnáziumot Rózsahegyen fejezte be, teológiai és egyetemi tanulmányait pedig Kolozsváron végezte.
A kolozsvári római katolikus gimnáziumban lett tanár, majd a Mária Terézia Fiúnevelő Intézet aligazgatójává nevezték ki. 1925-ben az önállósult romániai provincia rendfőnöke, és a kolozsvári főgimnázium igazgatója lett. 1928-ban a Báthory–Apor Szeminárium igazgatójává nevezték ki. 1934-ben a piarista rend főnökévé választotta. 
1940-től a Ferenc József Tudományegyetem Erdély és Kelet-Európa története tanszékén lett rendes tanár; a Magyar Tudományos Akadémia tagjává választotta. 1940-ben Corvin-koszorút kapott. 1945–1948 között az újonnan alakult Bolyai Tudományegyetemnek volt a prodékánja. 
1948-ban nyugdíjazták, tanszéke az egyetem átszervezése során megszűnt. 1949-ben a piarista rendet megszüntették, ekkor a Szent Mihály-templom plébániáján kapott szállást. Sírja a Házsongárdi temetőben található.
Történelmi, levéltári kutatásai az erdélyi történelemre, illetve az erdélyi katolicizmus történetére irányultak. Kevésbé ismertek szépirodalmi munkái, a Keserű serbet című történelmi regény (1930), illetve szintén történelmi tárgyú elbeszéléskötete Nagyságos fejedelmek idejében (1937).

## Művei
- Forgách Ferenc mint történetíró 1540–1572. Kolozsvár, 1908
- Az erdélyi fejedelmi hatalom fejlődése. 1542–1690, Kolozsvár, 1910
- Az erdélyi fejedelem jogköre 1571-1690, Kolozsvár, 1912
- Erdély követei a portán. Kolozsvár, 1921
- Az erdélyi katolicizmus múltja és jelene. Kolozsvár, 1925
- A kolozsvári róm. kat. főgimnázium története. Kolozsvár, 1926
- Bethlen Gábor és az erdélyi katolicizmus, Kolozsvár, 1929
- Keserű serbet. Történeti regény; Minerva, Cluj-Kolozsvár, 1930 (Pásztortűz könyvtár)
- Püspökjelölés az erdélyi római katholikus egyházmegyében. Kolozsvár. 1930 (Erdélyi Tudományos Füzetek 29.)
- A kolozsmonostori belső Jezsuita rendház és iskola Bethlen és a Rákóczi fejedelmek idejében. Kolozsvár, 1931
- A kolozsvári piarista templom alapítása, Kolozsvár, 1932
- Báthory István fejedelem, Kolozsvár, 1933
- Altorjai gróf Apor István és kora. Kolozsvár, 1935
- A Báthory-Apor szeminárium története; Gloria Ny., Cluj, 1935
- Képek Erdély múltjából, Kolozsvár, 1937
- Nagyságos fejedelmek idejében. Történeti elbeszélések; Minerva, Cluj, 1937 (A "Magyar Nép" könyvtára)
- Történeti rajzok. A régi Transylvania; Minerva, Cluj-Kolozsvár, 1940
- Székhelyi Mailáth G. Károly. Kolozsvár, 1940
- Erdélyi katolikus nagyok. Kolozsvár, 1941
- Gróf Batthyány Ignác. (1741–1798). Kolozsvár, 1941
- A kolozsvári róm. kat. gimnázium a román uralom éveiben; Minerva Ny., Kolozsvár, 1941
- Gróf Zichy Domonkos Erdélyben. Kolozsvár, 1942
- Gróf Mailáth Gusztáv Károly püspök a román szenátusban; Minerva Ny., Kolozsvár, 1942
- Karácsonyi János tiszteleti tag emlékezete; Stephaneum Ny., Bp., 1943 (Szent István Akadémia emlékbeszédei)
- Erdély története. Kolozsvár, 1944
- Az erdélyi udvarház gazdasági szerepe a XVII. század második felében. Kolozsvár, 1945
- A kolozsvári jezsuita egyetem szervezete és építkezése a XVIII. században. Kolozsvár, 1945
- Erdélyre gyakorolt közművelődési hatások a XVII. század második felében az ingóság-összeírások tükrében; Erdélyi Tudományos Intézet, Kolozsvár, 1947
- A kegyesrend Beszterczén. Kolozsvár, 1948
- Erdélyi piarista nagyok. Kiadatlan életrajzok; sajtó alá rend., szerk., tan. Sas Péter, előszó Ruppert József, utószó Fodor György; Verbum, Kolozsvár, 2007
- Képek Erdély múltjából. Történeti rajzok; összeáll., szerk., előszó Sas Péter; Művelődés, Kolozsvár, 2009
- A Kolozsvári Római Katolikus Gimnázium története. 1918–-1940 / A Báthory-Apor szeminárium története. 1579–1933; előszó Ruppert József, sajtó alá rend., szerk., utószó Sas Péter; Művelődés, Kolozsvár, 2011
- "Erdélyt jobban megszeretjük, ha azt múltjával együtt ismerjük". Történeti tanulmányok. Biró Vencel összegyűjtött tanulmányai 2.; összeáll., szerk., jegyz. Sas Péter; Magyarságkutató Intézet, Bp., 2021

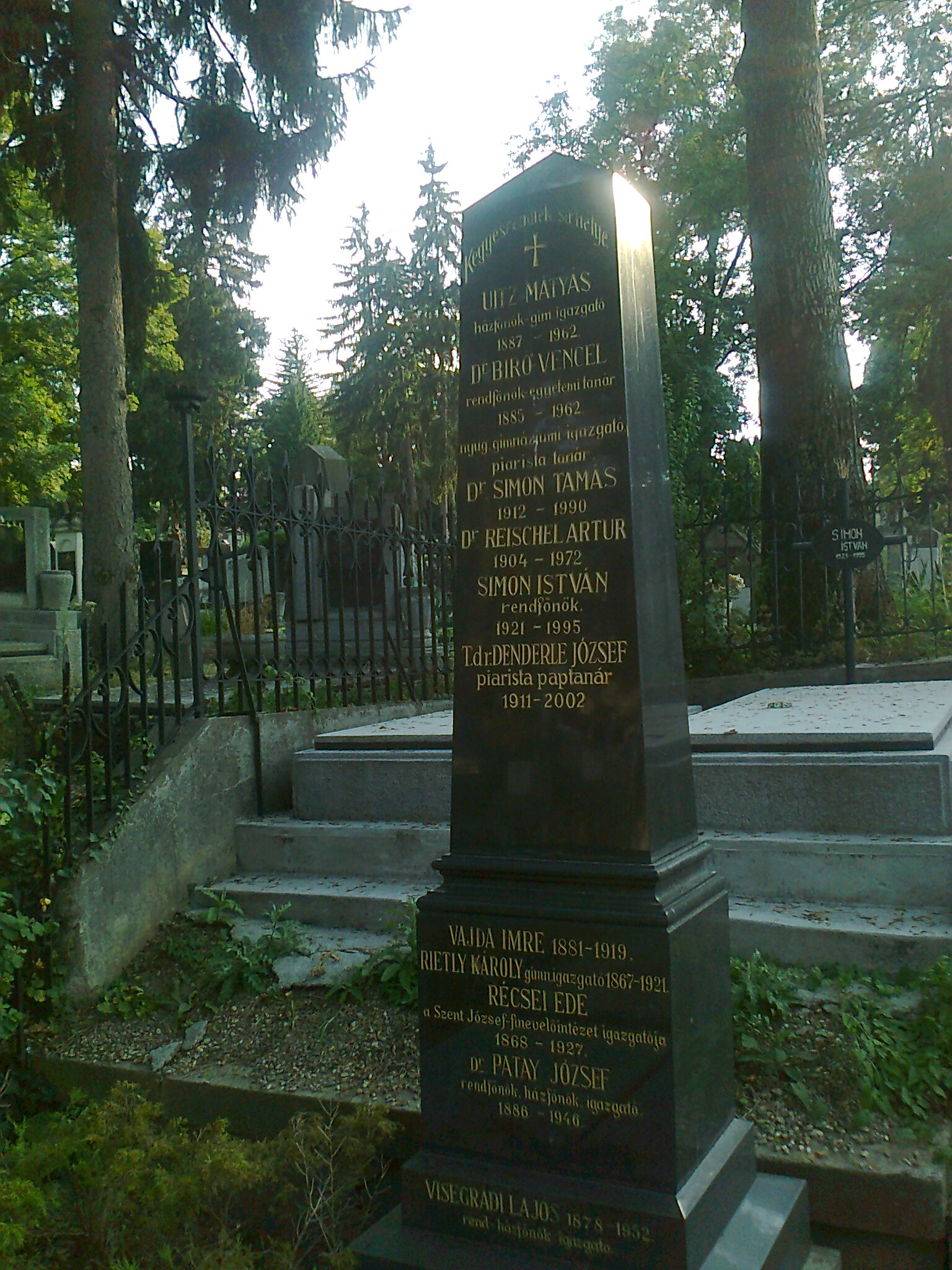
Sírja a Házsongárdi temető kegyesrendiek sírkertjében